# 普羅維登斯鎮區 (愛荷華州比尤納維斯塔縣)
普羅維登斯鎮區（英語：Providence Township）是位於美國愛荷華州比尤納維斯塔縣的一個行政鎮區。

## 地方資料
根據2010年美國人口普查的數據，普羅維登斯鎮區的面積為92.87平方千米，當中陸地面積為92.86平方千米，而水域面積為0.01平方千米。當地共有人口316人，而人口密度為每平方千米3.4人。